# The Metallic-Era, Vol. 2
The Metallic-Era, Vol. 2 – kontynuacja serii The Metallic-Era składającej się z utworów, które wpłynęły na twórczość zespołu Metallica.

## Opis albumu
W porównaniu do podobnego albumu Vol. 1, na którym przede wszystkim znajdowały się utwory z okresu Nowej fali brytyjskiego heavy metalu, na Vol. 2 znajduje się parę niemetalowych utworów jak np. "Tuesday's Gone" zespołu Lynyrd Skynyrd, czy też "Astronomy", Blue Öyster Cult. Jest też cover utworu Metalliki, "Master of Puppets" wykonywany przez zespół Holocaust. Reszta utworów jest autorstwa między innymi takich zespołów jak Diamond Head, Mercyful Fate, czy Motörhead.

## Lista utworów
1. "Overkill" (Motörhead) - 5:16
2. "It's Electric" (Diamond Head) - 3:23
3. "Dirty Money" (Savage) - 4:43
4. "Stormchild" (Jaguar) - 2:38
5. "Loverman" (Nick Cave & the Bad Seeds) - 6:25
6. "Evil" (Mercyful Fate) - 4:46
7. "Tuesday's Gone" (Lynyrd Skynyrd) - 7:36
8. "Master of Puppets" (Holocaust) - 8:13
9. "The Small Hours" [Live] (Holocaust) - 6:20
10. "Too Late Too Late" (Motörhead) - 3:28
11. "Curse of the Pharaohs" (Mercyful Fate) - 3:59
12. "Astronomy" (Blue Öyster Cult) - 6:49